# 92 내일은 늦으리
《92 내일은 늦으리》는 대한민국의 환경보전 슈퍼 콘서트 내일은 늦으리의 첫 번째 컴필레이션 앨범명이자 라이브 공연의 명칭이다. 말 그대로 환경보호를 위해 톱스타군단이 총출동한 대기획 음반이며 콘서트이다. 이승환, 신승훈, 공일오비 등이 참여했다.

## STAFF
후원:조선일보사

협찬:주식회사 SKC

제작지원:한국연예제작자협회
Drums:전태관 from 봄 여름 가을 겨울

Bass:윤 상

Piano:정석원 from 015B

E.Guitar:김종진 from 봄 여름 가을 겨울, 정기송 from N.EX.T, 장호일 from 015B

Keyboard:유영석 from 푸른하늘

프로듀서:신해철

Co-Director:성지훈
Photo&Design:조진만 안성진 for JAM

Artwork:이정청 김경규

Recording & Mixing Engineers:송형언

Recorded & Mixed at Seoul Studio

기획:대영기획

판매:서라벌레코드/SKC

## 참여한 가수와 곡 목록

#### 김종서
1. 지금은 알 수 없어
2. 대답없는 너
3. 주머니 속의 행복(VHS엔 미수록)

#### 신승훈
1. 보이지 않는 사랑
2. 우연히
3. 잃어버린 하늘

#### 신성우
1. 꿈이라는 건
2. 내일을 향해

#### 공일오비
1. 아주 오래된 연인들
2. 4210301
3. 철이를 위한 영가(TV방영분-VHS엔 미수록)

#### 서태지와 아이들
1. 난 알아요
2. 환상 속의 그대
3. 나를 용서해주오

#### 넥스트
1. 도시인
2. TURN OFF THE TV
3. 1999

#### 윤상
1. 가려진 시간 사이로
2. 너에게
3. 어제의 기억으로(TV방영분-VHS엔 미수록)

#### 이덕진
1. 내가 아는 한가지
2. 숨쉬고 싶어(이덕진, 김종서, 신성우/TV방영분-VHS엔 미수록)

#### 이승환
1. 봄의 미소(TV방영분-VHS엔 미수록)

#### 푸른하늘
1. 자아도취
2. 혼자 사는 세상
3. 우리가 설 이 땅

- 당시 방송사 규정 때문에 장발, 염색을 한 스타들은 모조리 편집을 당해야만 했다.[출처 필요]

## 앨범 수록곡

### CD
| #             | 제목                                     | 작사·작곡      | 편곡           | 재생 시간 |
| ------------- | ---------------------------------------- | -------------- | -------------- | --------- |
| 1.            | 〈더 늦기 전에〉 (Theme Song)            | 신해철         | 신해철         | 5:53      |
| 2.            | 〈잃어버린 하늘〉 (신승훈)               | 신승훈         | 신승훈         | 4:02      |
| 3.            | 〈나를 용서해주오〉 (서태지와 아이들)    | 서태지         | 서태지         | 4:44      |
| 4.            | 〈우리가 설 이 땅〉 (푸른하늘)           | 유영석         | 유영석         | 6:11      |
| 5.            | 〈봄의 미소〉 (이승환)                   | 이승환         | 이승환         | 3:40      |
| 6.            | 〈1999〉 (N.EX.T)                        | 신해철         | 신해철         | 4:00      |
| 7.            | 〈철이를 위한 영가〉 (김태우 - 015B)     | 정석원         | 정석원         | 4:59      |
| 8.            | 〈숨쉬고 싶어〉 (김종서, 이덕진, 신성우) | 서영진, 이승호 | 서영진, 이승호 | 3:35      |
| 9.            | 〈어제의 기억으로〉 (윤상)               | 윤상           | 윤상           | 4:45      |
| 총 재생 시간: | 총 재생 시간:                            | 총 재생 시간:  | 총 재생 시간:  | 41:45     |

### LP
| #             | 제목                                  | 작사          | 작곡          | 편곡          | 재생 시간 |
| ------------- | ------------------------------------- | ------------- | ------------- | ------------- | --------- |
| 1.            | 〈더 늦기 전에 (Theme Song)〉         | 신해철        | 신해철        | 신해철        | 5:53      |
| 2.            | 〈잃어버린 하늘〉 (신승훈)            | 신승훈        | 신승훈        | 신승훈        | 4:02      |
| 3.            | 〈나를 용서해주오〉 (서태지와 아이들) | 서태지        | 서태지        | 서태지        | 4:44      |
| 4.            | 〈우리가 설 이 땅〉 (푸른하늘)        | 유영석        | 유영석        | 유영석        | 6:11      |
| 총 재생 시간: | 총 재생 시간:                         | 총 재생 시간: | 총 재생 시간: | 총 재생 시간: | 20:50     |

| #             | 제목                                     | 작사           | 작곡           | 편곡           | 재생 시간 |
| ------------- | ---------------------------------------- | -------------- | -------------- | -------------- | --------- |
| 1.            | 〈봄의 미소〉 (이승환)                   | 이승환         | 이승환         | 이승환         | 3:40      |
| 2.            | 〈1999〉 (N.EX.T)                        | 신해철         | 신해철         | 신해철         | 4:00      |
| 3.            | 〈철이를 위한 영가〉 (김태우 - 015B)     | 정석원         | 정석원         | 정석원         | 4:59      |
| 4.            | 〈숨쉬고 싶어〉 (김종서, 이덕진, 신성우) | 서영진, 이승호 | 서영진, 이승호 | 서영진, 이승호 | 3:35      |
| 5.            | 〈어제의 기억으로〉 (윤상)               | 윤상           | 윤상           | 윤상           | 4:45      |
| 총 재생 시간: | 총 재생 시간:                            | 총 재생 시간:  | 총 재생 시간:  | 총 재생 시간:  | 20:56     |

## 재수록
- 어제의 기억으로 : 윤상 2집 Part II의 마지막 트랙으로 재수록
- 1999: 신해철 3집(Crom's Techno Works)에 편곡, 개사된 버전으로 재수록

## 같이 보기
- 내일은 늦으리